# Schrofen (Lautrach)
Schrofen ist ein Gemeindeteil von Lautrach im schwäbischen Landkreis Unterallgäu. 

## Geschichte
Das Dorf gehört bereits seit der Gemeindebildung 1818 (Zweites Gemeindeedikt) zur Gemeinde Lautrach. 1987 hatte Schrofen 93 Einwohner.

## Baudenkmäler
In Schrofen gibt es drei denkmalgeschützte Objekte:
- Ehemaliges Jägerhaus, um 1800,
- Bildstock mit Ovalbild von Johannes von Nepomuk, um 1720, und
- Wohnhaus aus der ersten Hälfte des 19. Jahrhunderts.